# Kalampáki
Kalampáki är en kommunhuvudort i Grekland.   Den ligger i prefekturen Nomós Drámas och regionen Östra Makedonien och Thrakien, i den nordöstra delen av landet, 300 km norr om huvudstaden Aten. Kalampáki ligger 67 meter över havet och antalet invånare är 3 514.
Terrängen runt Kalampáki är huvudsakligen platt, men österut är den kuperad.Runt Kalampáki är det ganska tätbefolkat, med 86 invånare per kvadratkilometer. Närmaste större samhälle är Dráma, 11,8 km norr om Kalampáki. Trakten runt Kalampáki består till största delen av jordbruksmark.